# Peristylus banfieldii
Peristylus banfieldii är en orkidéart som först beskrevs av Frederick Manson Bailey, och fick sitt nu gällande namn av Peter S. `Bill' Lavarack. Peristylus banfieldii ingår i släktet Peristylus och familjen orkidéer. Inga underarter finns listade i Catalogue of Life.